# Mutrécy
Mutrécy é uma comuna francesa na região administrativa da Normandia, no departamento Calvados. Estende-se por uma área de 6,64 km². Em 2010 a comuna tinha 431 habitantes (densidade: 64,9 hab./km²).